# Bousculade du stade Kanjuruhan
La bousculade du stade Kanjuruhan est une bousculade mortelle survenue le 1er octobre 2022 lors d'un match de football au stade Kanjuruhan (en), à Malang, dans le Java oriental, en Indonésie. À la suite d'un match entre l'Arema FC et Persebaya Surabaya, les supporters d'Arema, après la défaite de leur équipe, ont envahi le terrain et se sont révoltés, attaquant la police et les joueurs de Persebaya. En réponse, des unités de la police anti-émeute ont déployé des gaz lacrymogènes, qui restent piégés à l'intérieur du stade et ont déclenché une bousculade alors que les émeutiers et les supporters commençaient à être asphyxiés par le gaz. 135 personnes ont péri dans l'incident, et 583 autres ont été blessées. C'est la catastrophe liée au football la plus meurtrière en Asie, ainsi que la deuxième plus meurtrière au monde.

## Contexte
Le hooliganisme dans le football a une longue histoire en Indonésie, avec des dizaines de supporters tués depuis les années 1990. Les fan clubs de plusieurs équipes ont des soi-disant « commandants » et des unités de police anti-émeute sont présentes dans de nombreux matches avec des fusées éclairantes souvent utilisées pour disperser les foules en émeute envahissant le terrain. En 2018, des émeutes à Kanjuruhan à la suite d'un match entre l'Arema FC de Malang et Persib Bandung avaient fait un mort après que la police anti-émeute a utilisé des gaz lacrymogènes pour disperser les foules. Bien que le règlement de la FIFA (19b) stipule que les gaz lacrymogènes et les armes à feu ne doivent pas être utilisés dans les stades par les stadiers ou la police, il est utilisé par des unités anti-émeute de la police indonésienne sécurisant les matchs de football,.
Arema et Persebaya Surabaya, clubs rivaux de longue date sous le nom de super derby de Java oriental (en), devaient disputer un match de saison régulière de Liga 1 au stade Kanjuruhan de Malang, d'une capacité de 42 000 places, le 1er octobre. Pour des raisons de sécurité, la police avait demandé que le match ait lieu plus tôt dans l'après-midi au lieu de 20 h (13 h UTC), et que seules 38 000 personnes soient autorisées à assister. Cependant, la demande n'a pas été acceptée par les officiels de la Liga 1 et 42 000 billets ont été imprimés,. À la suite des conseils de la police, cependant, les billets pour le match n'ont pas été fournis aux supporters de Persebaya.

## Bousculade
Tout au long du match, la situation sécuritaire avait été fluide, sans incident majeur. Après la fin du match, que Persebaya a remporté 3–2, environ 3 000 supporteurs d'Arema FC ont envahi le terrain,.
Des supporters d'Arema, surnommés Aremania (en), ont lancé des objets, endommagé des véhicules de police et déclenché des incendies dans le stade. Les joueurs de Persebaya ont été forcés de se cacher à l'intérieur des véhicules blindés de transport de troupes de la police pendant une heure avant de pouvoir quitter le stade. La police a répondu en utilisant des gaz lacrymogènes pour tenter de disperser les Aremanias. De plus, des gaz lacrymogènes ont été tirés non seulement sur les émeutiers sur le terrain mais aussi dans la tribune, qui était pleine de monde. La situation dans la tribune s'est aggravée après l'utilisation des gaz lacrymogènes, car les conditions de vent ont emprisonné les gaz dans le stade, asphyxiant les supporters de l'Arema FC envahissant le terrain. Selon les témoignages de la police, les gaz lacrymogènes ont poussé les supporters d'Arema à se précipiter vers le point de sortie unique, entraînant un écrasement et de nouvelles asphyxies.
Immédiatement après les émeutes, le hall des joueurs et les vestiaires ont été utilisés comme postes d'évacuation de fortune, les joueurs et les officiels d'Arema aidant à évacuer les victimes toujours dans le stade avant que les victimes ne soient amenées à l'hôpital par des ambulances et des camions de l'armée indonésienne.

## Conséquences
Le bureau de la santé de Malang Regency a rapporté que 135 personnes ont été tuées dans l'incident. Parmi les victimes confirmées par les rapports de police figurent au moins 131 supporteurs de l'Arema FC et deux policiers (le premier brigadier de police Fajar Yoyok Pujiono et le brigadier de police Andik Purwanto),,. Les mineurs, pour la plupart âgés de 12 à 17 ans, sont également inclus dans les victimes, avec 17 morts et 7 blessés. On s'attend à ce que le nombre augmente davantage car certaines des victimes traitées « se détérioraient ». Parmi les morts, 34 ont été tués dans le stade, tandis que les autres sont morts alors qu'ils recevaient des soins médicaux. 583 personnes ont été blessées,. Le gouvernement municipal de Malang a payé le traitement médical des victimes. Le gouvernement provincial indemnise les victimes, le défunt recevra une indemnité de 10 millions de roupies et ceux qui ont subi des blessures graves recevront une indemnisation de cinq millions de roupies. 
La catastrophe est la deuxième plus meurtrière de l'histoire du football associatif dans le monde, après la catastrophe de l'Estadio Nacional de 1964 au Pérou qui a tué 328 personnes. C'est aussi le plus meurtrier d'Asie et d'Indonésie,.
À la suite de l'incident, tous les matches de Liga 1 et Liga 2 (en) ont été suspendus pendant une semaine,. La Fédération d'Indonésie de football a annoncé une interdiction des matchs à domicile pour Arema pour le reste de la saison,. Le président Joko Widodo a demandé plus tard à l'association de suspendre tous les matchs de Liga 1 jusqu'à ce que toute « l'évaluation de l'amélioration des procédures de sécurité » soit effectuée,.
La Commission nationale des droits de l'homme d'Indonésie (en) enquêtera sur l'incident et sur l'utilisation de gaz lacrymogène par la police.